# Inbar Lanir

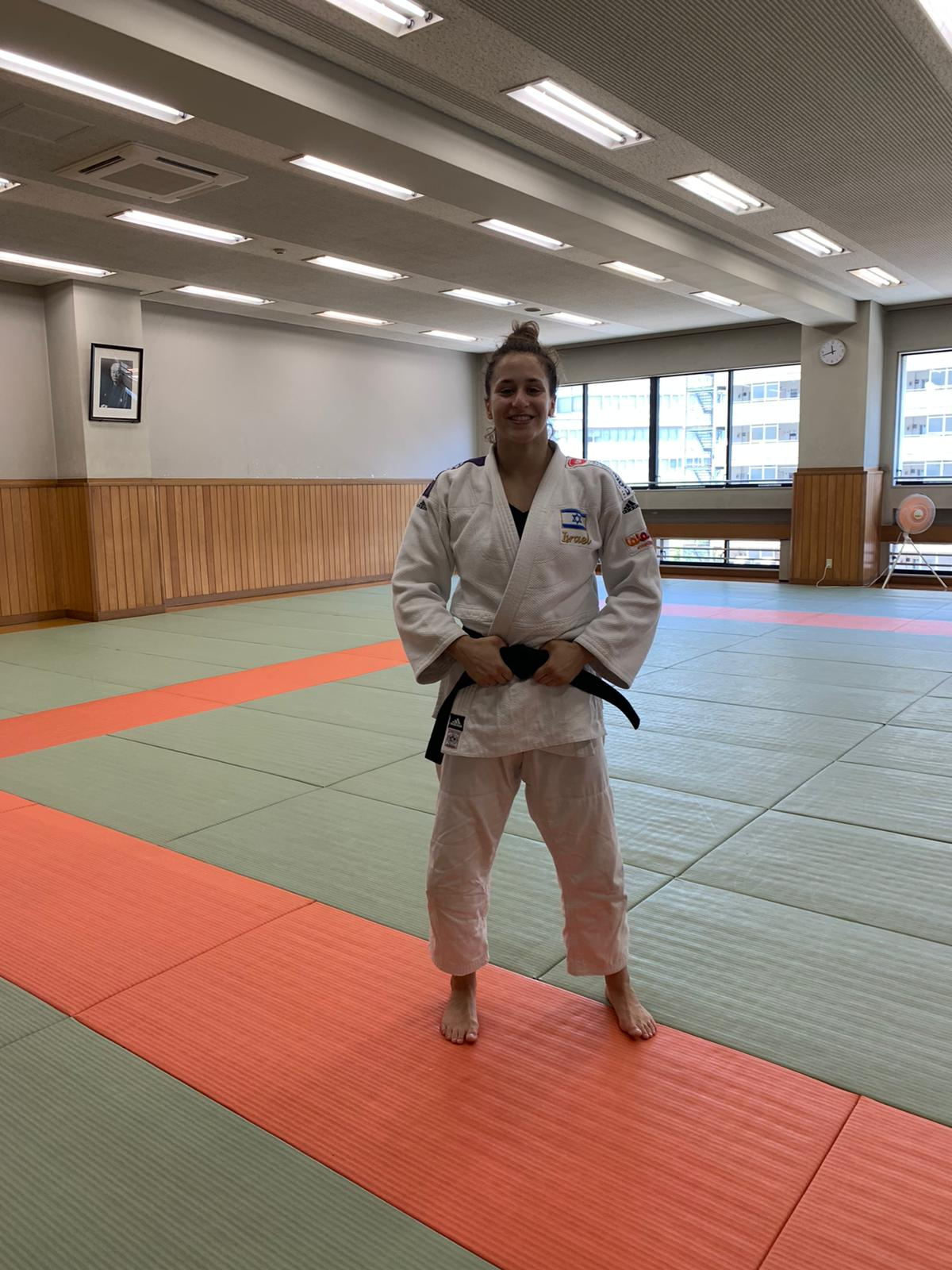
Inbar Lanir

Inbar Lanir (hebräisch ענבר לניר; * 3. April 2000 in Jehud) ist eine israelische Judoka. Sie war 2021 Ersatzfrau der israelischen Mannschaft, die eine olympische Bronzemedaille gewann. 2023 wurde sie Weltmeisterin im Halbschwergewicht. 2024 gewann sie die olympische Silbermedaille.

## Sportliche Karriere
Inbar Lanir kämpfte bis 2017 in der Gewichtsklasse bis 70 Kilogramm und wechselte dann in die Klasse bis 78 Kilogramm, das Halbschwergewicht. 2019 war sie Dritte der U23-Europameisterschaften. 2020 belegte sie den dritten Platz bei den Junioren-Europameisterschaften und siegte bei den U23-Europameisterschaften. 2021 wurde sie Dritte der Grand-Slam-Turniere in Taschkent und Tiflis. Bei den Weltmeisterschaften in Budapest belegte sie den siebten Platz.
Bei den 2021 ausgetragenen Olympischen Spielen in Tokio gewann sie ihren Auftaktkampf gegen die Mongolin Munkhtsetseg Otgon und verlor dann im Achtelfinale gegen die Brasilianerin Mayra Aguiar. Im Mixed-Mannschaftswettbewerb gewann die israelische Mannschaft eine Bronzemedaille. Inbar Lanir gehörte zwar der Mannschaft an, kam aber nicht zum Einsatz, da die Schwergewichtlerin Raz Hershko alle vier Kämpfe bestritt.
Nach den Olympischen Spielen erreichte Lanir regelmäßig einen der ersten drei Plätze bei Grand-Slam-Turnieren. 2022 und 2023 wurde sie israelische Landesmeisterin. Bei den Weltmeisterschaften 2022 in Taschkent schied sie in ihrem Auftaktkampf gegen Loriana Kuka aus dem Kosovo aus. Im Teamwettbewerb gewann sie mit der israelischen Mannschaft eine Bronzemedaille. Ein halbes Jahr später erreichte Lanir bei den Weltmeisterschaften in Doha das Finale und gewann den Titel durch einen Sieg über die Französin Audrey Tcheuméo. Im November 2023 bei den Europameisterschaften in Montpellier unterlag Lanir im Viertelfinale der Deutschen Alina Böhm, mit Siegen über Audrey Tcheuméo und die Deutsche Anna-Maria Wagner erkämpfte Lanir eine Bronzemedaille. Im April 2024 bei den Europameisterschaften in Zagreb verlor Lanir im Halbfinale gegen Audrey Tcheuméo. Den Kampf um Bronze gewann sie gegen die Portugiesin Patrícia Sampaio.
Bei den 2024 ausgetragenen Olympischen Spielen in Paris gewann sie die Silbermedaille.